# Monteverde Alto
Monteverde Alto es un caserío peruano ubicado en el distrito de Tambogrande, perteneciente a la provincia y departamento de Piura, al norte del Perú. 

## Ubicación
Monteverde Alto se ubica al noreste de la provincia de Piura, en el distrito de Tambogrande, en el departamento de Piura.

## Demografía
En 2017 Monteverde Alto tenía una población de 149 habitantes.
| Gráfica de evolución demográfica de Monteverde Alto entre 1993 y 2017 |
|                                                                       |
| Fuentes: Población 1993 (junto con Monteverde Bajo) y 2017            |